# Кристиан Лудвиг Мориц фон Хоенлое-Ингелфинген
Кристиан Лудвиг Мориц фон Хоенлое-Ингелфинген (на немски: Christian Ludwig Moritz von Hohenlohe-Ingelfingen; * 1 март 1704; † 27 декември 1758 в Шроцберг) е граф на Хоенлое-Ингелфинген (1743 – 1758) и полковник в Дания.
Той е вторият син на граф Кристиан Крафт фон Хоенлое-Ингелфинген (1668 – 1743) и съпругата му графиня Мария Катарина София фон Хоенлое-Валденбург (1680 – 1761), дъщеря на граф Хискиас фон Хоенлое-Валденбург-Пфеделбах (1631 – 1685) и Доротея Елизабет фон Хоенлое-Валденбург (1650 – 1711).
Брат е на граф Филип Хайнрих (1702 – 1781), 1. княз на Хоенлое-Ингелфинген, Хайнрих Август (1715 – 1796), 1. княз на Хоенлое-Ингелфинген (1781 – 1796), и на Август I Вилхелм (1720 – 1769), 1. княз на Хоенлое-Ингелфинген.
Той умира без наследник на 27 делкември 1758 г. на 54 години в Шроцберг, район Щутгарт.

## Фамилия
Кристиан Лудвиг Мориц се жени на 24 април 1746 г. в Росла за графиня Луиза Хенриета фон Щолберг-Росла (* 11 декември 1720; † 4 януари 1795), дъщеря на граф Йост Кристиан фон Щолберг-Росла-Ортенберг (1676 – 1739) и Емилия Августа фон Щолберг-Гедерн (1687 – 1730), дъщеря на граф Лудвиг Кристиан фон Щолберг-Гедерн. Те нямат деца.